# Кирнан, Кэтлин Ребека
Кэтлин Ребека Кирнан (англ. Caitlín Rebekah Kiernan; род. 26 мая 1964, Скеррис, Фингал, Ирландия) — американская писательница. Пишет в жанрах научной фантастики и тёмного фэнтези.
В России наиболее известна по написанному по мотивам эпической поэмы «Беовульф» роману «Беовульф».

## Биография
Родилась 26 мая 1964 года в городке Скеррис административного графства Фингал в Ирландии, однако в раннем детстве (после смерти отца) с матерью переехала жить в США. После нескольких переездов по разным городам семья осела в Бирмингеме (штат Алабама).
Кэтлин изучала палеонтологию в Университете Колорадо. После его окончания устроилась на работу в Музей Ред Маунтин. Опубликовала несколько статей по палеонтологии в Журнале палеонтологии и Журнале палеонтологии позвоночных.

## Творчество
Первой публикацией Кирнан стал рассказ «Персефона», изданный в 1995 году.
Первый её роман «Пять из кубков» (англ. The Five of Cups) был написан в 1992—1993 годах, а впервые опубликован в 2003 году.
Кэтлин Кирнан удостоилась целого ряда наград — большей частью за произведения в жанре ужасов. Её часто причисляют к авторам, работающим в этом жанре, однако она всегда отрицала свою принадлежность к ним.
Роман «Беовульф» Кирнан написала по сценарию фильма «Беовульф» в 2007 году. В том же году роман был переведён на русский язык.

### «Мифы Ктулху»
Кейтлин Кирнан написала рассказы о «Мифах Ктулху»: «Возмездие для Андромеды» (2000), «Ни демоны под водой» (2002), «Андромеда среди камней» (2003), «Этюд для Ведьмоского дома» (2013), «Валентия» (2000), «И вдаль убегает мир» (2001), «Мертвые и лунатики» (2004), «Дочь алхимика» (2009), «Молитва костей» (2010), «Силы прилива» (2011),  «Нам запрещено любить, мы квакаем и воем» (2014), «Кошки с Ривер-стрит» (2015).
В своей рецензии на «Красное дерево» С.Т. Джоши, исследователь творчества Лавкрафта пишет: «Кирнан уже входит в число самых выдающихся стилистов в нашей области – на ровне с Эдгаром По, лордом Дансени, Томасом Лиготти. После прискорбного ухода Лиготти в творческое молчание, её голос теперь стал голосом Странной фантастики». Во вступлении к «Wierd» Энн и Джефф Вандермеер пишут, что Кирнан «стала, пожалуй, лучшим писателем произведений Странной фантастики своего поколения».

### Личная жизнь
Кирнан является транссексуалкой и лесбиянкой. Она живёт в Провиденсе, штат Род-Айленд, состоит в отношениях с Кэтрин А. Поллнак.